# Isfara
Isfara (în tadjikă Исфара) este un oraș în nordul Tadjikistanului, din provincia Sughd.